# 1196
Високе Середньовіччя •  Золота доба ісламу •  Реконкіста •  Хрестові походи •  Київська Русь

## Геополітична ситуація
Олексій III Ангел очолоє Візантію (до 1203). Генріх VI є імператором Священної Римської імперії та королем Сицилійського королівства (до 1197). Філіп II Август править у Франції (до 1223).
Апеннінський півострів розділений: північ належить Священній Римській імперії, середню частину займає Папська область, більша частина півдня належить Сицилійському королівству. Деякі міста півночі: Венеція, Піза, Генуя тощо, мають статус міст-республік, частина з яких об'єднана Ломбардською лігою.
Південь Піренейського півострова в руках у маврів. Північну частину півострова займають християнські Кастилія, Леон (Астурія, Галісія), Наварра, Арагонське королівство (Арагон, Барселона) та Португалія. Річард Левове Серце є королем Англії (до 1199), королем Данії — Кнуд VI (до 1202).
У Києві княжить Рюрик Ростиславич (до 1201). Володимир Ярославич займає галицький престол (до 1198). Ярослав Всеволодович княжить у Чернігові (до 1198), Всеволод Велике Гніздо у Володимирі-на-Клязмі (до 1212). Новгородська республіка та Володимиро-Суздальське князівство фактично відокремилися від Русі. У Польщі період роздробленості. На чолі королівства Угорщина став Імріх I (до 1204).
В Єгипті, Сирії та Палестині править династія Аюбідів, невеликі території на Близькому Сході утримують хрестоносці.
У Магрибі панують Альмохади. Сельджуки окупували Малу Азію. Хорезм став наймогутнішою державою Середньої Азії. Гуриди контролюють Афганістан та Північну Індію. У Китаї співіснують держава ханців, де править династія Сун, держава чжурчженів, де править династія Цзінь, та держава тангутів Західна Ся. На півдні Індії домінує Чола. В Японії триває період Камакура.

## Події
- Перша згадка про село Стара Басань.
- Після смерті Бели III королем Угорщини став Імріх I.
- Болгарський цар Іван Асень I завдав поразки візантійським військам, але незабаром загинув від руки небожа Іванка. Новим царем Болгарії став Петро IV Асень.
- Великим жупаном Рашки став Стефан II Неманич.
- Після смерті Кнута Еріксона трон Швеції перейшов до Сверкера Молодшого.
- Арагонське королівство очолив Педро II Католик.
- Після загибелі від руки вбивці брата Конрада, Філіп Швабський отримав титул герцога Швабії.
- Імператор Священної Римської імперії Генріх VI придушив повстання на Сицилії.
- Брат Салах ад-Діна аль-Адель захопив Дамаск.
- Йоахим Флорський заснував першу конгрегацію Ордену флоресів.